# Environnement au Costa Rica
L'environnement au Costa Rica est l'environnement (ensemble des éléments - biotiques ou abiotiques - qui entourent un individu ou une espèce et dont certains contribuent directement à subvenir à ses besoins) du pays Costa Rica. Pays d'Amérique Centrale, c'est l'un des pays les plus écologiques au monde, avec des périodes d'autonomie énergétiques grâce aux énergies renouvelables.
Petit pays de 51 100 km² et de 4,8 millions d’habitants, il abrite à lui seul 6 % de la biodiversité mondiale. Depuis la fin des années 1990, la protection de la biodiversité et le développement d'un tourisme durable sont devenus la priorité.

## La biodiversité du Costa Rica
Petit pays de 51 100 km² et de 4,8 millions d’habitants, il abrite à lui seul 6 % de la biodiversité mondiale.

### Milieux
Les forêts occupent 52 % du territoire.

### Faune et flore
Installé sur trois chaînes volcaniques, le pays est riche de 850 espèces d’oiseaux, 180 d’amphibiens et 220 de reptiles, 34 000 insectes et 230 mammifères, sans compter les 12 000 espèces de plantes, selon l’Institut national de la biodiversité.

### Espaces protégés
Environ 25 % du territoire est classé.
Il existe à travers le pays 27 parcs nationaux, protégés, veillés par le SINAC, l’Organisme de conservation de la nature au Costa Rica. 
Dans le pays, il y a au total, en 2022, 144 secteurs protégés. 

## Impact sur les milieux naturels

### Activités humaines

#### Agriculture et forêts
Dans les années 1980, 100 000 hectares de forêt étaient abattus chaque année pour cultiver du café et des bananes, piliers des exportations nationales. Ces exploitations devenant moins rentables au début des années 1990, le gouvernement a encouragé le reboisement.
Le Costa Rica est un des pays au monde, avec la Colombie, le Japon et le Mexique à utiliser les plus fortes concentrations de pesticides.

#### Énergie
L'électricité du pays est produite en quasi-totalité à partir d'énergies renouvelables (à hauteur de 98 % en 2016, 99,99 % en 2023). Le pays compte ainsi 14 barrages hydro-électriques, couvrant les 3/4 de la production. Des centrales géothermiques sont également installées.

### Pollutions

#### Les émissions de gaz à effet de serre (GES)
Depuis 2007, le Costa Rica s'est fixé comme objectif de devenir le premier pays à atteindre la neutralité carbone d’ici à 2021,. Le réseau électrique n'émet à 95 % pas de gaz à effet de serre.

#### La gestion des déchets
Le Costa Rica s'est fixé comme objectif de devenir le premier pays à abandonner le plastique à usage unique, d'ici 2021.

## L'exposition aux risques
Le Costa Rica est exposé à de multiples aléas naturels : inondations, tempêtes, incendies, glissements de terrain, séismes, ouragans, coulées de boue...

## Politique environnementale au Costa Rica

### Protection de la biodiversité
La protection de l’environnement et de la biodiversité est en tête des objectifs nationaux. En 1997, le pays est devenu l’un des premiers à créer son label de tourisme durable. Un virage écologique couronné par le vote de la loi sur la biodiversité, en 1998, qui a conféré à l’État une souveraineté complète en la matière.
En 2024, à la suite d'une décision de 2013 et après 11 ans de procédure juridique, le pays, qui milite pour la conservation de la faune dans son habitat naturel, ferme ses deux parcs zoologiques publics.

### Plan climat
Dans le cadre de son plan national de décarbonation, le Costa Rica annonce en 2019 l'objectif de renoncer au pétrole d’ici à 2050. Le pays souhaite « devenir un des leaders mondiaux du zéro carbone dans l’économie ». Il lance ainsi le plan climat le plus ambitieux au monde, détaillé à court, moyen et long terme avec trois étapes intitulées : « le commencement » pour 2018 à 2022, « le virage » pour 2023-2030 et « le déploiement massif » de 2031 à 2050.
Le plan d’action développe dix piliers, comme le transport, l’agriculture, l’énergie, l’immobilier et la gestion des déchets. Entre autres mesures, il prévoit que 100 % des bus et des taxis seront à zéro émission d’ici le milieu du siècle, avec un quota de 70 % visé pour 2035.

### Évaluation environnementale globale
En 2015, l'organisation Global Footprint Network (GFN) indique que le Costa Rica a un déficit en biocapacité. La biocapacité s'élève à environ 1,5 gha (hectare global par habitant), l'empreinte écologique à 2,2 gha. C'est notamment le bilan carbone qui est également légèrement négatif.
En 2014, Le Costa Rica est classé 3e pays le plus performant en matière d'économie verte.
Le jour du dépassement (date de l’année, calculée par l'ONG américaine Global Footprint Network, à partir de laquelle l’humanité est supposée avoir consommé l’ensemble des ressources que la planète est capable de régénérer en un an) du pays est le 10 août.